# Monticello, Illinois
Monticello är en stad (city) i den amerikanska delstaten Illinois med en yta av 7,7 km² och en folkmängd, som uppgår till 5 345 invånare (2006). Monticello är administrativ huvudort i Piatt County.